# Новая Наварра
Новая Наварра (исп. Nueva Navarra, баски. Nafarroa Berria) — одна из провинций Генерал-капитанства и комендантства Внутренних Провинций Вице-королевства Новая Испания. В провинцию входили территория вдоль берега Калифорнийского залива, часть пустыни Сонора, охватывающая территорию нынешних мексиканских штатов Сонора и Синалоа, а также часть штатов Наярит (Мексика) и Аризона (США). Провинция была мало заселена и плохо изучена. Главный город Синалоа.

## Название
Название Новая Наварра связано с миссией иезуитов, которая была создана в северной части Новой Испании Обществом Иисуса в XVII и XVIII веках. Первым человеком, который для этого региона употребил название "Новая Наварра", был миссионер-иезуит Эусебио Франческо Кини. Таким образом он хотел почтить память святого Франциска Ксаверия, который родился в королевстве Наварра.

## История
В 1724—1728 годах бригадир Педро де Ривера, который посетил северные территории вице-королевства Новая Испания, предложил вице-королю Хуану де Акунье-и-Бехарано политической и административной реорганизацию северо-западных провинций. Вице-король поддержал идею Педро де Ривера и она была одобрена королем Испании Филиппом V в 1732 году.
В 1733 году Синалоа и Сонора были выведены из состава провинции Новая Бискайя. Новое административное образование получило название провинция Новая Наварра. Первым губернатором провинции был назначен мэр Синалоа-де-Лейва Мануэль Берналь де Уидобро. В финансовых и военных вопросах губернатор подчинялся вице-королю Новой Испании, а в судебных вопросах королевской аудиенсии Гвадалахары (исп. Audiencia y Cancillería Real de Nueva Galicia).
В 1740 году Мануэль Берналь де Уидобро начал войну с индейским племенем яки, но потерпел неудачу. В 1743 году новым губернатором был назначен Агустин де Вильдосола. Он начал новую войну против индейцев, в результате которой вожди племен яки и мая были взяты в плен и расстреляны в форте Сан-Карлос-де-Буэнависта. В 1776 году Новая Наварра вошла в состав Внутренних провинций со столицей в Ариспе.
31 мая 1820 года генерал-комендантство Внутренних Провинций было ликвидировано, а входящие в него территории вернулись в состав вице-королевства Новая Испания. Провинция Новая Наварра просуществовала в составе вице-королевства Новая Испания до 1821 года. С 21 июля 1821 года по 19 марта 1823 года входила в состав Первой Мексиканской империи. В 1824 году провинция Новая Наварра преобразовалась в штат Сонора и Синалоа в составе республики Мексика.

## Население
В первые годы европейской колонизации большинство прибывших были баски из испанских провинций Кастилия и Эстремадура. На большей территории провинции проживали индейцы, среди которых яки и майя.

## Примечание
1. ↑  Adam Christian Gaspari. Новѣйшее и подробное землеописание Европы, Азии, Африки, Америки и Южной Индии в нынѣшнѣм каждаго Государства состоянии: Часть III. — Иждивением Ивана Глазунова, 1810. — 246 с.
2. ↑  Gabriela Cisneros Guerrero. Cambios en la frontera Chcichimeca en la región centr-norte de la Nueva España durante el siglo XVI // Investigaciones Geográficas. — 1998-01-01. — Т. 1, вып. 36. — ISSN 0188-4611 2448-7279, 0188-4611. — doi:10.14350/rig.59062.
3. ↑  Navajas Josa, María Belén. El padre Kino y la Pimería : aculturación y expansión en la frontera norte de Nueva España.
4. ↑  Retta Murphy. The Journey of Pedro de Rivera, 1724-1728 (англ.) // Southwestern Historical Quarterly, 1937. Austin, Texas: Texas State Historical Association, Vol. 41, Issue 2, pp. 125-141.. — 1937-10-01. Архивировано 9 августа 2019 года.
5. 1 2  Alexander von Humboldt. Political Essay on the Kingdom of New Spain …. — I. Riley, 1811. — 558 с. Архивировано 28 октября 2020 года.
6. 1 2  Es. ¡Это всё Мексика!: Война индейцев яки. ¡Это всё Мексика! (6 июля 2015). Дата обращения: 23 августа 2019. Архивировано 23 августа 2019 года.
7. ↑  William B. Taylor, Peter Boyd-Bowman. Indice geobiografico de cuarenta mil pobladores espanoles de America en el siglo XVI // The Hispanic American Historical Review. — 1969-11. — Т. 49, вып. 4. — С. 749. — ISSN 0018-2168. — doi:10.2307/2511184.